# Anfeg
Anfeg (en àrab أنفك, Anfag; en amazic ⴰⵏⴼⴳ) és una comuna rural de la província de Sidi Ifni, a la regió de Guelmim-Oued Noun, al Marroc. Segons el cens de 2014 tenia una població total de 5.112 persones.